# العلاقات الألمانية الكاميرونية
العلاقات الألمانية الكاميرونية هي العلاقات الثنائية التي تجمع بين ألمانيا والكاميرون.

## مقارنة بين البلدين
هذه مقارنة عامة ومرجعية للدولتين:
| وجه المقارنة                                              | ألمانيا                                                                              | الكاميرون                      |
| --------------------------------------------------------- | ------------------------------------------------------------------------------------ | ------------------------------ |
| المساحة (كم2)                                             | 357.41 ألف                                                                           | 475.44 ألف                     |
| عدد السكان (نسمة)                                         | 81.29 مليون                                                                          | 24.05 مليون                    |
| الكثافة السكانية (ن./كم²)                                 | 227.44                                                                               | 50.58                          |
| العاصمة                                                   | بون، برلين                                                                           | ياوندي                         |
| اللغة الرسمية                                             | اللغة الألمانية                                                                      | لغة فرنسية، لغة إنجليزية       |
| العملة                                                    | يورو، مارك ألماني                                                                    | فرنك وسط أفريقي                |
| الناتج المحلي الإجمالي (بليون دولار)                      | 3.68 تريليون                                                                         | 34.80 مليار                    |
| الناتج المحلي الإجمالي (تعادل القوة الشرائية) بليون دولار | 3.92 تريليون                                                                         | 72.72 مليار                    |
| الناتج المحلي الإجمالي الاسمي للفرد دولار أمريكي          | 41.31 ألف                                                                            | 1.22 ألف                       |
| الناتج المحلي الإجمالي للفرد دولار أمريكي                 | 46.40 ألف                                                                            | 2.97 ألف                       |
| مؤشر التنمية البشرية                                      | 0.926                                                                                | 0.512                          |
| رمز المكالمات الدولي                                      | +49                                                                                  | +237                           |
| رمز الإنترنت                                              | .de                                                                                  | .cm                            |
| المنطقة الزمنية                                           | توقيت وسط أوروبا، ت ع م+01:00، ت ع م+02:00، توقيت أوروبا الوسطى المعياري (ت غ م +1) ‏ | توقيت غرب أفريقيا، ت ع م+01:00 |

## منظمات دولية مشتركة
يشترك البلدان في عضوية مجموعة من المنظمات الدولية، منها:
| علم المنظمة | اسم المنظمة                                                | تاريخ انضمام ألمانيا | تاريخ انضمام الكاميرون |
| ----------- | ---------------------------------------------------------- | -------------------- | ---------------------- |
|             | مؤسسة التمويل الدولية                                      | 20 يوليو 1956        | 1 أكتوبر 1974          |
|             | يونسكو                                                     | 11 يوليو 1951        | 11 نوفمبر 1960         |
|             | العملية المشتركة للاتحاد الأفريقي والأمم المتحدة في دارفور | ?                    | ?                      |
|             | مؤسسة التنمية الدولية                                      | 24 سبتمبر 1960       | 10 أبريل 1964          |
|             | المركز الدولي لتسوية المنازعات الاستشارية                  | 18 مايو 1969         | 2 فبراير 1967          |
|             | وكالة ضمان الاستثمار متعدد الأطراف                         | 12 أبريل 1988        | 7 أكتوبر 1988          |
|             | منظمة حظر الأسلحة الكيميائية                               | 29 أبريل 1997        | ?                      |
|             | البنك الإفريقي للتنمية                                     | ?                    | ?                      |
|             | الاتحاد الدولي للاتصالات                                   | 1866                 | 22 ديسمبر 1960         |
|             | الأمم المتحدة                                              | 18 سبتمبر 1973       | 20 سبتمبر 1960         |
|             | منظمة الشرطة الجنائية الدولية                              | ?                    | ?                      |
|             | البنك الدولي للإنشاء والتعمير                              | 14 أغسطس 1952        | 10 يوليو 1963          |
|             | الفريق المعني برصد الأرض                                   | ?                    | ?                      |
|             | الاتحاد البريدي العالمي                                    | 1 يوليو 1875         | ?                      |
|             | منظمة التجارة العالمية                                     | ?                    | ?                      |
|             | المنظمة الهيدروغرافية الدولية                              | ?                    | ?                      |

## أعلام
هذه قائمة لبعض الشخصيات التي تربطها علاقات بالبلدين:
- اريك كايزر (رياضي ألماني، 7 مارس 1971 – )
- إريك ماكسيم تشوبو-موتينغ (لاعب كرة قدم كاميروني، 23 مارس 1989[35] – )
- جويل ماتيب (لاعب كرة قدم كاميروني، 8 أغسطس 1991[36] – )
- خوسيه أليكس إكينغ (لاعب كرة قدم ألماني، 30 يناير 1988[37] – )
- ستيفين ساما (لاعب كرة قدم ألماني، 5 مارس 1993[38] – )
- سيليا شاشيتش (لاعبة كرة قدم ألمانية، 27 يونيو 1988[39][40][41] – )
- فرانسيز كيويو (لاعب كرة قدم ألماني، 18 سبتمبر 1979[42] – )
- مارسيل نيدينغ (لاعب كرة قدم ألماني، 6 مايو 1982 – )
- مارفين ماتيب (لاعب كرة قدم ألماني، 25 سبتمبر 1985[43] – )

## وصلات خارجية
- موقع وزارة الخارجية الألمانية
- موقع وزارة الخارجية الكاميرونية